# Кара-оол, Шолбан Валерьевич
Шолба́н Вале́рьевич Кара-о́ол (род. 18 июля 1966, Чодураа, Тувинская АССР) — российский политический деятель. Заместитель председателя Государственной Думы Федерального собрания Российской Федерации VIII созыва от партии «Единая Россия» с 12 октября 2021 года.
Глава Республики Тыва (18 мая 2007 — 7 апреля 2021). Член Высшего совета партии «Единая Россия».
Кандидат экономических наук. 
Из-за вторжения России на Украину находится под международными санкциями Евросоюза, США, Великобритании и ряда других стран

## Биография
Шолбан Кара-оол родился 18 июля 1966 года в селе Чодураа Улуг-Хемского района Тувинской АССР в интеллигентной семье обществоведов. Отец был директором школы, а потом и совхоза. Мать — учительница родного языка, обществовед-историк, активист женского движения.
Семья много переезжала по Тыве. Когда маленькому Шолбану было пять лет, они переехали в Кызыл-Даг Чаа-Хольского кожууна, где отучился до второго класса. Потом переехали в Элегест Тандинского кожууна, отец работал там председателем сельсовета. Далее переехали в Кызыльский кожуун — в Черби, где учился в шестом классе. Окончил школу в Зубовке (Бурен-Хеме) Каа-Хемского кожууна с золотой медалью — первая в истории школы.

### Работа и образование
С июня по август 1983 года был спортивным инструктором Суг-Бажынской средней школы Каа-Хемского кожууна.
С 1986 по 1988 года проходил срочную службу в рядах Советской армии. Служил в Коми АССР, в Печоре, в ракетных войсках. Через полтора года службы, в 1987 году направили в Сары-Шаган, Кушку, Афганистан.
Окончил философский факультет УрГУ в 1990 году по специальности «философ-политолог, преподаватель социально-политических наук в высших учебных заведениях», в 1993 году — очную аспирантуру Уральского государственного университета по специальности «социология». С 1989 по 1990 год работал стажером-преподавателем Дальневосточного государственного университета.

### Политическая деятельность
С 1996 по 1998 год — заместитель председателя Фонда помощи семьям погибших, инвалидам и ветеранам войны в Афганистане.
В апреле 1998 года был избран депутатом, затем — председателем Верховного Хурала Республики Тыва. С 1998 года по должности входил в состав Совета Федерации, являлся заместителем председателя Комитета по международным делам. В декабре 2001 года сложил полномочия члена Совета Федерации в связи с избранием его представителем от Верховного Хурала Республики Тыва в соответствии с новым порядком формирования Совета Федерации, затем избирался депутатом Верховного Хурала Республики Тыва третьего созыва.
17 марта 2002 года баллотировался на выборах Главы Республики — Председателя Правительства, набрал 22 % голосов и уступил победу бывшему президенту Тывы Ооржаку Шериг-оолу (53 %). В дальнейшем занимал пост первого заместителя Председателя Правительства Республики Тыва, а затем, с сентября 2003 по январь 2005 года — министра торговли, бытового обслуживания и развития предпринимательства Республики Тыва.

### Глава Республики Тыва

#### Первый срок (2007—2012)

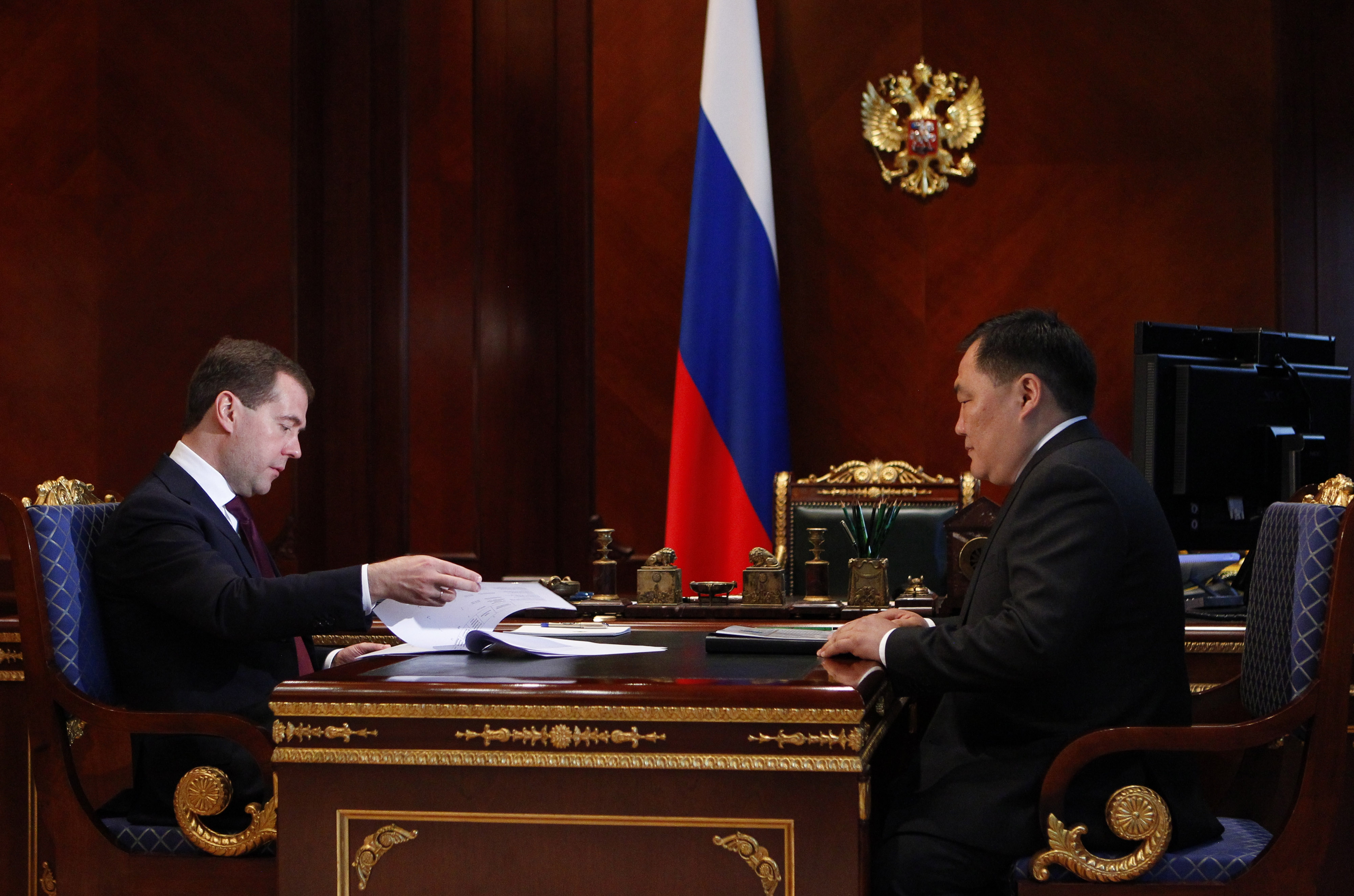
Рабочая встреча с Президентом России Дмитрием Медведевым. 2012 год

В апреле 2007 года Президент России Владимир Путин внёс на рассмотрение парламента Республики Тыва кандидатуру Шолбана Кара-оола для наделения его полномочиями председателя правительства республики Тува. 6 апреля Великий Хурал Тувы утвердил Кара-оола в должности. Инаугурация состоялась 18 мая 2007 года.
С 25 сентября 2007 по 27 мая 2008 — член президиума Государственного совета Российской Федерации.
Одним из первых шагов Шолбана Кара-оола на этом посту была полная реабилитация основоположника тувинской государственности Буяна-Бадыргы (Указ Главы Тувы Шолбана Кара-оола от июля 2007 г.). В течение несколько лет был разработан и реализован проект по возведению памятника Буяну-Бадыры, 6 сентября 2014 года состоялось торжественное открытие памятника, установленного у здания Национального музея республики, в год празднования 100-летия единения Тувы и России, проходивших в Кызыле с участием Президента Владимира Путина.
Также запустили сбор средств на строительство памятника Иннокентию Сафьянову.

#### Второй срок (2012—2016)

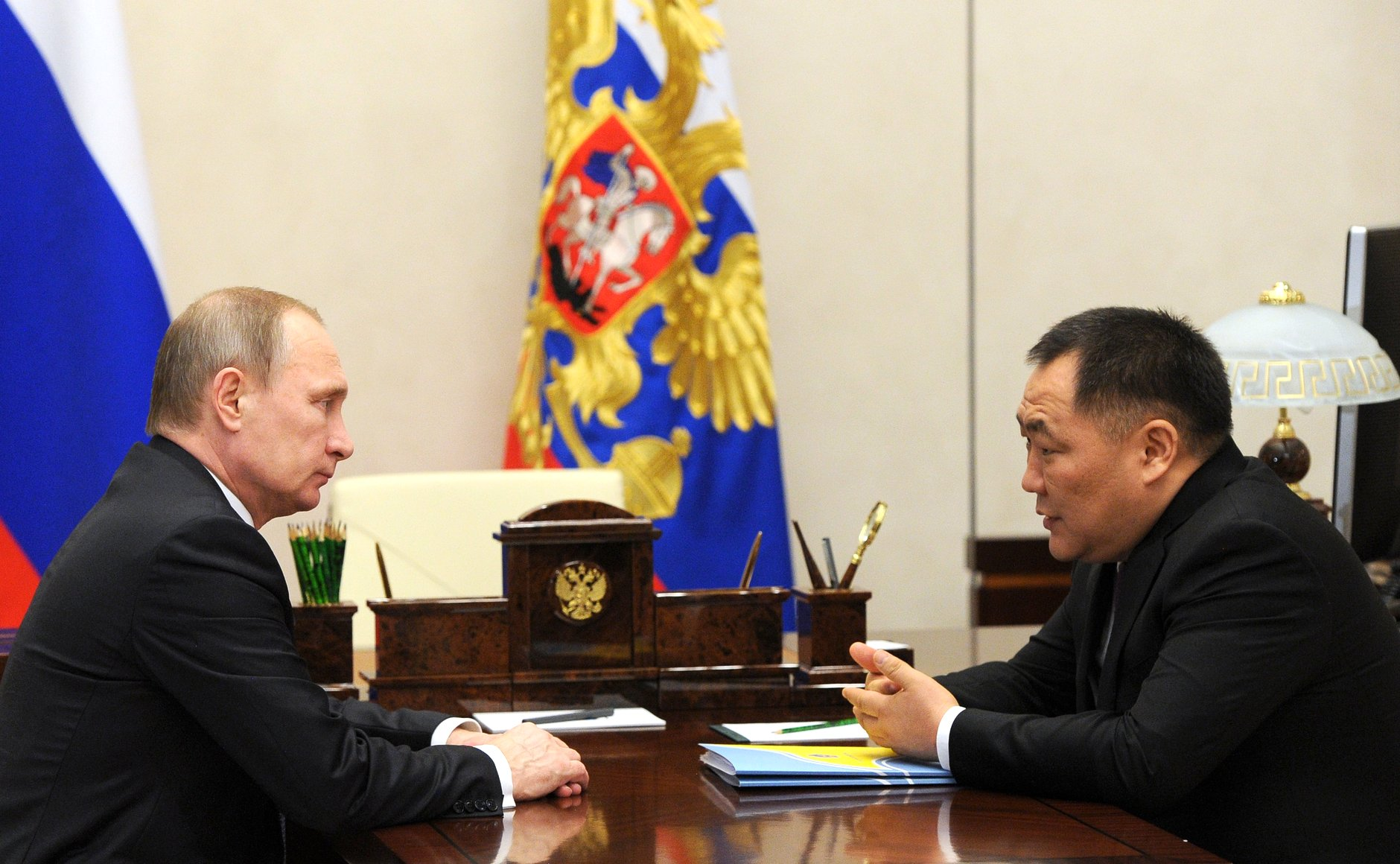
Рабочая встреча с Президентом России Владимиром Путиным. 2016 год

Срок полномочий истекал в апреле 2012 года. По действующему законодательству партия «Единая Россия» предложила президенту России Дмитрию Медведеву три кандидатуры на должность руководителя республики на следующий пятилетний срок: Шолбана Кара-оола, председателя парламента Тувы Даваа Кан-оола и главу Кызыла Виктора Тунева. Дмитрий Медведев выбрал Шолбана Кара-оола и 25 февраля 2012 года внёс его кандидатуру на рассмотрение депутатов парламента для продления его полномочий. 2 марта Верховный Хурал (парламент Тувы) утвердил кандидатуру Кара-оола единогласно — её поддержали все 29 голосовавших депутатов.
С 7 апреля по 10 ноября 2015 — член президиума Государственного совета Российской Федерации.

#### Третий срок (2016—2021)

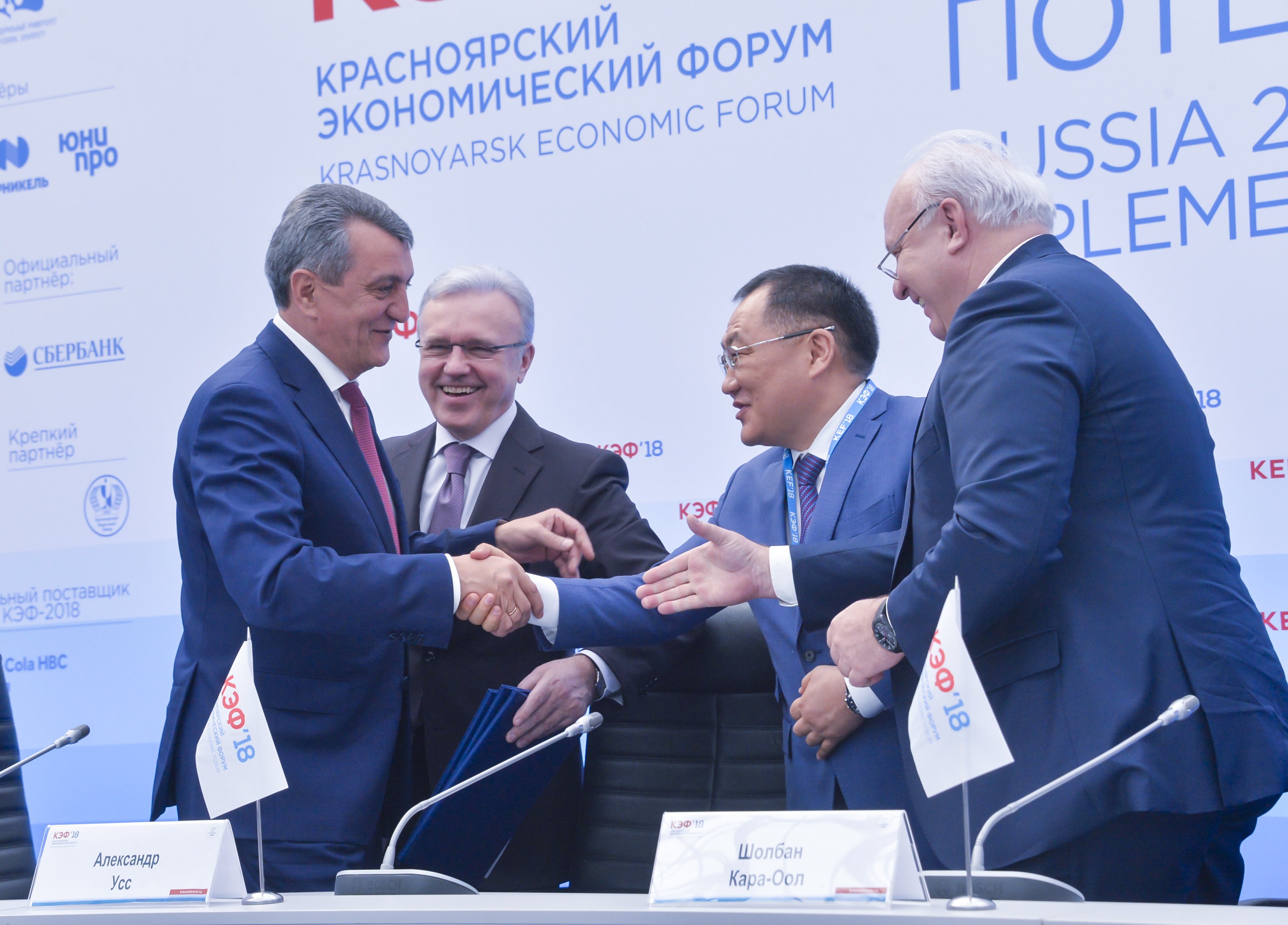
Главы Тывы, Красноярского края и полномочный представитель Президента РФ в СФО: Шолбан Кара-оол, Александр Усс, Виктор Зимин и Сергей Меняйло на КЭФ-2018

23 мая 2016 года подал в отставку по собственному желанию, которая была принята Президентом России. В тот же день Указом Владимира Путина назначен временно исполняющим обязанности Главы Республики Тыва до вступления в должность лица, избранного Главой Республики Тыва.
C 22 сентября 2016 по 7 апреля 2021 года — глава Республики Тыва.
25 мая 2020 года сообщил, что заразился COVID-19, к 4 июня выздоровел.
7 апреля 2021 года президент Владимир Путин принял его отставку по собственному желанию с должности главы Республики Тыва.

### Государственная Дума
19 сентября 2021 года избран депутатом Государственной Думы Федерального собрания Российской Федерации VIII созыва. 12 октября 2021 года утвержден заместителем председателя Государственной Думы VIII созыва.

## Санкции
25 февраля 2022 года, на фоне вторжения России на Украину, включён в санкционный список стран Евросоюза в ответ на решение России признать территории Донецкой и Луганской областей Украины и на решение об отправке туда российских войск.
11 марта 2022 года внесён в санкционный список Великобритании «за признание независимости двух сепаратистских регионов в Украине».
30 сентября 2022 года был внесён в санкционный список США в ответ на «фиктивные референдумы» и «аннексию территорий Украины российскими оккупационными силами». Государственный департамент отмечает что депутаты единогласно приняли закон о фейках, а некоторые депутаты сыграли ключевую роль в распространении российской дезинформации о войне.
23 февраля 2023 года включён в санкционный список Канады «соратников режима», так как он «голосовал за законодательство связанное с вторжением и попыткой аннексии четырех регионов Украины».
По аналогичным основаниям находится в санкционных списках Швейцарии, Австралии, Японии, Украины и Новой Зеландии

## Губернаторские проекты
- «Одно село — один продукт»[26][27]

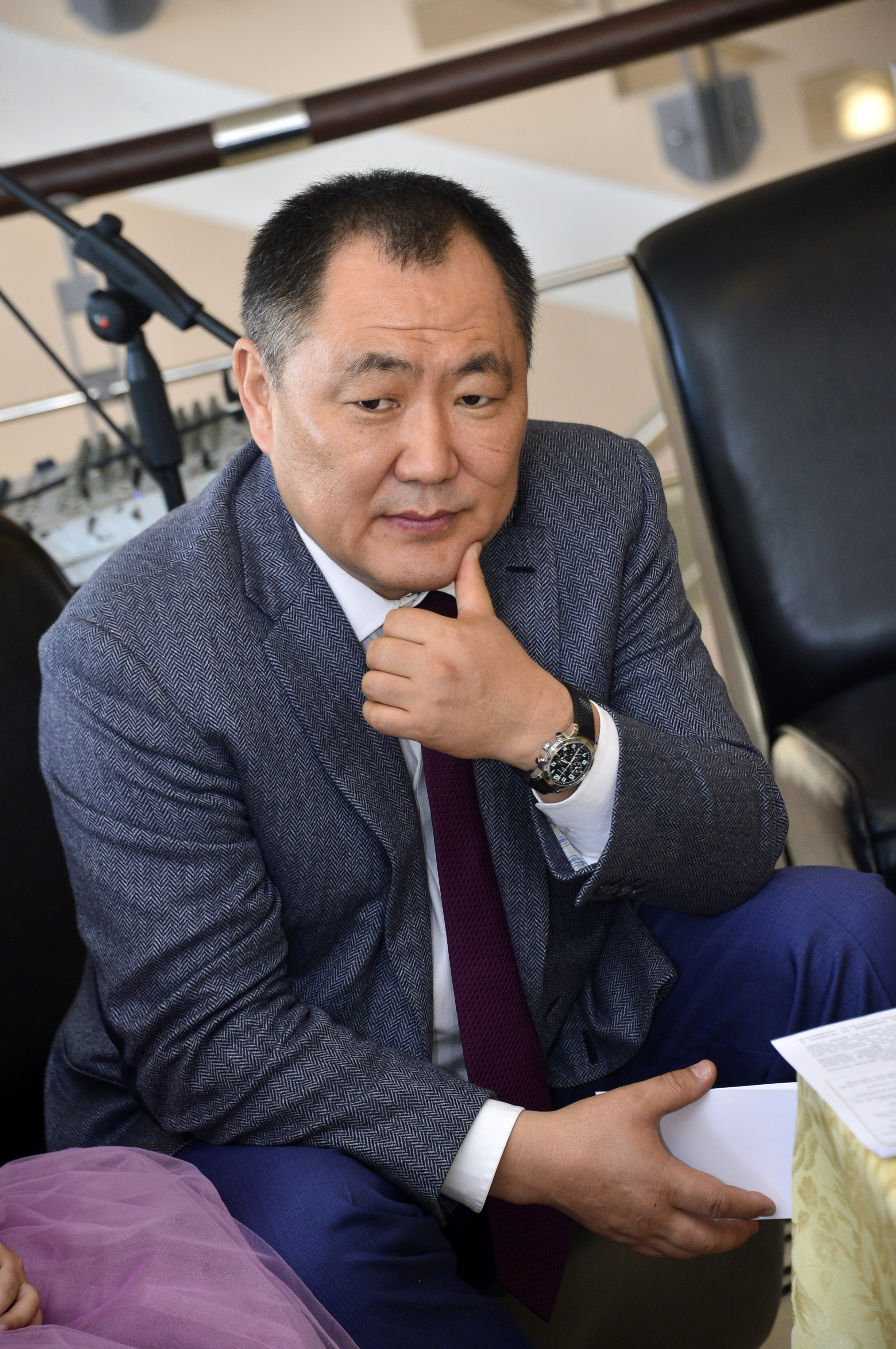
2017 год на встрече с молодыми успешными матерями Тувы

- «В каждой семье — не менее одного ребенка с высшим образованием»[28].
- «Кыштаг для молодой семьи»[29][30].
- «Маршрут здоровья»[31][32].
- «Корова-кормилица»[33][34].
- «Формирование управленческих кадров в образовательных организациях из числа мужчин-педагогов»
- "Тыва — территория чистоты и порядка[35][27].
- «Спорт — во дворы»[27].

## Семья
Отец Валерий Ховалыгович Кара-оол — директор школы, председатель сельсовета сел Элегест, Суг-Бажы, Черби. Мать Анай Балчировна Кара-оол — учительница родного языка, обществовед-историк.
Брат Леонид Кара-оол — бывший депутат Верховного хурала Тывы, предприниматель.
Брат Юрий Кара-оол — депутат Законодательной палаты Верховного Хурала Тувы, председатель региональной группы «Единой России». Возглавляет тувинскую республиканскую общественную организацию ветеранов войн «Боевое братство», которая также занимается военно-патриотическим лагерем «Отчизна».
Жена Лариса Саган-ооловна Кара-оол (урождённая Серен) — врач по образованию, предприниматель.
Дети: две дочери — Чинчилей (род. 1990) и Долгармаа (род. 1998) — и сын Валерий.

## Награды
- Орден Дружбы (26 января 2017) — за достигнутые трудовые успехи, активную общественную деятельность и многолетнюю добросовестную работу[39];
- Медаль ордена «За заслуги перед Отечеством» II степени (23 марта 2015) — за достигнутые трудовые успехи, многолетнюю добросовестную работу и активную общественную деятельность[40];
- Орден Полярной звезды (23 февраля 2014, Монголия)[41];
- Орден РПЦ «Славы и Чести» II степени (2011)[42];
- Медаль «За вклад в укрепление обороны Российской Федерации» (Минобороны России, 2019)[43];
- Медаль «150 лет основания института судебных приставов» (14 сентября 2015, Приказ ФССП России № 1875-к)[44];
- Юбилейная медаль «МПА СНГ. 30 лет» (16 ноября 2023, Межпарламентская ассамблея СНГ) — за заслуги в деле развития и укрепления парламентаризма, за вклад в развитие и совершенствование правовых основ функционирования Содружества Независимых Государств, укрепление международных связей и межпарламентского сотрудничества[45].